# Cernătești (gmina w okręgu Buzău)
Cernătești – gmina w Rumunii, w okręgu Buzău. Obejmuje miejscowości Aldeni, Băești, Căldărușa, Cernătești, Fulga, Manasia, Vlădeni i Zărneștii de Slănic. W 2011 roku liczyła 3847 mieszkańców.  